# تاكايوكي نيشيكيا
تاكايوكي نيشيكيا (باليابانية: 西ヶ谷 隆之) (12 مايو 1973 في شيزوكا في اليابان – )؛ هو لاعب كرة قدم ياباني سابق كان يلعب كمدافع.

## وصلات خارجية
- تاكايوكي نيشيكيا على موقع رابطة كرة القدم اليابانية للمحترفين (اليابانية)
- تاكايوكي نيشيكيا على موقع قاعدة بيانات كرة القدم.إي يو (الإنجليزية)
- تاكايوكي نيشيكيا على موقع Soccerway.com (الإنجليزية)
- تاكايوكي نيشيكيا على موقع عالم كرة القدم.نت (الإنجليزية)